# Chorley (circonscription britannique)
Pour les articles homonymes, voir Chorley (homonymie).

Chorley dans le Lancashire.

La circonscription de Chorley est une circonscription électorale anglaise située dans le Lancashire et représentée à la Chambre des communes du Parlement britannique.